# 僭越
| ウィキペディアには「僭越」という見出しの百科事典記事はありません（タイトルに「僭越」を含むページの一覧/「僭越」で始まるページの一覧）。 代わりにウィクショナリーのページ「僭越」が役に立つかもしれません。 |